# Jan Svoboda (duchovní)
Jan Svoboda (14. května 1962 Praha – 1. srpna 1998) byl český evangelický duchovní, spoluzakladatel Občanského fóra a po sametové revoluci poslanec Sněmovny národů Federálního shromáždění za Občanské fórum.

## Biografie
V mládí žil (kromě období základní vojenské služby) v Praze. Vystudoval Evangelickou teologickou fakultu Univerzity Karlovy. Zde se v 80. letech seznámil s prostředím disidentů a signatářů Charty 77. Jako bohoslovec se angažoval v kauze stíhaného faráře Jana Dusa. V roce 1987 zaslal Federálnímu shromáždění protestní dopis ohledně povinné vojenské základní služby, který podepsalo 250 lidí. V roce 1988 se podílel na založení Nezávislého mírového sdružení. Po studiích neměl státní souhlas a pracoval v kotelně. Ordinován k duchovenské službě byl 3. prosince 1989. V září 1989 se s rodinou přestěhoval do Sázavy u Žďáru nad Sázavou, krátce poté se v tomto regionu zapojil do sametové revoluce. Už ve středu 22. listopadu 1989 kontaktoval manžele Tulisovy a začali organizovat Občanské fórum. Vydali se nejprve bez výsledku na Okresní výbor SSM, před budovou Národní fronty je zadržela hlídka Veřejné bezpečnosti. Ještě téhož dne se jim ale podařilo zorganizovat první demonstraci a vypracovali výzvu k založení Občanského fóra. Jeho žďárská buňka pak vznikla a Svoboda se zapojil do kulatých stolů a předávání moci. Byl jedním z mluvčích Občanského fóra ve Žďáru nad Sázavou.
K roku 1990 se profesně uvádí jako evangelický vikář. Od 1. října 1989 do 24. října 1990 byl seniorátním vikářem Horáckého seniorátu pro Sázavu. Podle neúplné databáze duchovních ČCE byl v letech 1990 až 1991 farářem sboru Českobratrské církve evangelické v Sázavě, v roce 2012 je již uváděn jako zemřelý.
V lednu 1990 zasedl v rámci procesu kooptací do Federálního shromáždění po sametové revoluci jako bezpartijní poslanec, respektive poslanec za OF, do české části Sněmovny národů (volební obvod č. 61 – Žďár nad Sázavou, Jihomoravský kraj). Ve Federálním shromáždění setrval do voleb roku 1990. Ve volbách roku 1990 odmítl kandidovat, kritizoval poměry v Občanském fóru.
Následně působil jako ředitel úřadu práce ve Žďáru nad Sázavou, a to od jeho vzniku na podzim v roce 1990 do března roku 1992. Později se odstěhoval do Kadova, kde koupil starší objekt. Zemřel tragicky.